# Colden (Nueva York)
Colden es un pueblo ubicado en el condado de Erie en el estado estadounidense de Nueva York. En el año 2000 tenía una población de 3.323 habitantes y una densidad poblacional de 35,9 personas por km².

## Geografía
Colden se encuentra ubicado en las coordenadas 42°38′39″N 78°41′05″O / 42.64417, -78.68472.

## Demografía
Según la Oficina del Censo en 2000 los ingresos medios por hogar en la localidad eran de $47 230, y los ingresos medios por familia eran $52 460. Los hombres tenían unos ingresos medios de $39 524 frente a los $28 269 para las mujeres. La renta per cápita para la localidad era de $22 510. Alrededor del 3,4% de la población estaban por debajo del umbral de pobreza.